# Velike Loče
Velike Loče je naselje v Občini Hrpelje - Kozina.